# Cerodirphia speciosa
Cerodirphia speciosa är en fjärilsart som beskrevs av Pieter Cramer 1777. Cerodirphia speciosa ingår i släktet Cerodirphia och familjen påfågelsspinnare. Inga underarter finns listade i Catalogue of Life.

## Bildgalleri

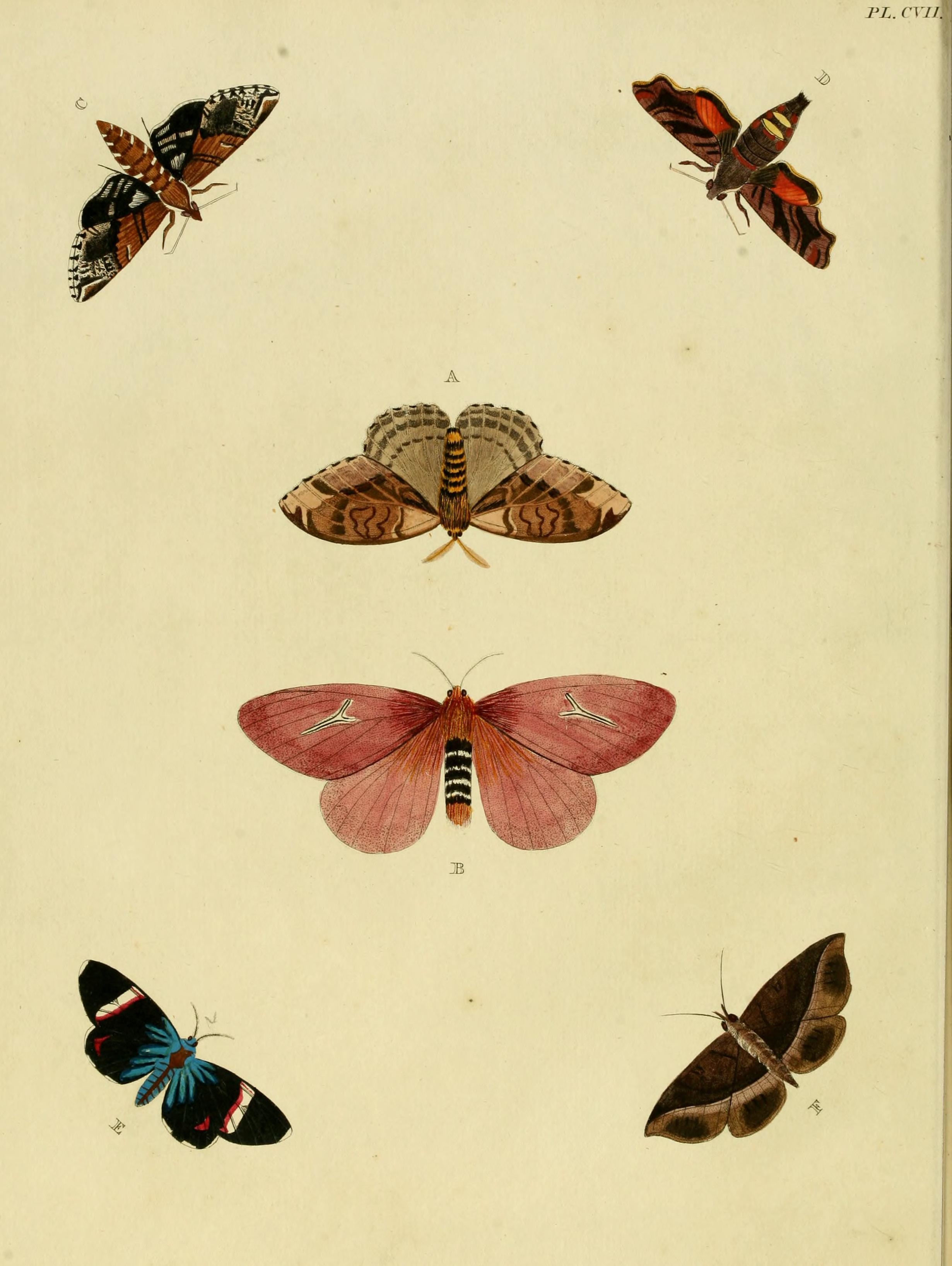